# 志村 (東京府)
志村（しむら）は、かつて東京府北豊島郡に存在した村。村名（自治体名）は（「志村」ではなく）「志」。
1889年（明治22年）の市制町村制で、元の武蔵国豊島郡志村ほか7村の合併により誕生した。元の志村およびこの7村も関係が深いため合わせて記述する。

## 地理
現在の環状七号線より北側、板橋区の北東部分であり、地名では相生町、小豆沢、泉町、大原町、坂下、清水町、志村、中台、西台、蓮沼町、蓮根、東坂下、前野町、宮本町、若木のほぼ全域および舟渡四丁目の一部を除く大半、高島平一・九丁目の大半および二丁目の一部（旧・前谷津川以東）、新河岸一丁目の一部に相当する。
中部以南は武蔵野台地、北部は荒川の氾濫原である。ゆえに旧中山道には清水坂（隠岐殿坂、隠岐坂、地蔵坂とも）、国道17号（中山道）には志村坂があり、武蔵野台地側を坂上、氾濫原側を坂下と呼ぶようになった。
湧水や井戸の多い土地であり、東京都水道局が1952年に発行した『東京都水道史』に志村沃泉および志村三濫泉の記述がある。志村三濫泉は志村三泉とも呼ばれ、それぞれ薬師の泉、見次の泉、出井の泉という。出井の泉は出井川の源泉であり、清水町、泉町の地名の由来でもある。現在、小豆沢の大善寺（清水薬師）跡地には薬師の泉公園が、前野町には見次公園が、泉町には出井の泉公園がある。
また、この湧水により、旧志村、蓮沼村、前野村あたりは練馬大根の一種であるみの早生（みのわせ）大根、清水大根の優秀な産地でもあった。
- 河川：荒川、新河岸川、出井川、蓮根川、前谷津川（支流）

## 歴史
- 1932年（昭和7年）以降については板橋区を参照。

奈良時代にはこの周辺は「武蔵国豊島郡広岡郷」と呼ばれていた。広岡郷は現在の板橋区、練馬区あたりを占めるかなり広大な地域であった。
古くは「しのむら」ともいい、篠が生い茂っていた場所を開村したためこの名前になったといわれている。鎌倉時代の『吾妻鏡』ですでにこの名前が見えている。鎌倉時代から室町時代にかけては豊島氏の支配下にあり、豊島氏の支流には志村氏がいた。志村城は志村氏によって築かれたとされているが、武蔵千葉氏によって築かれたとする説もある。前野村、中台村、西台村などの村名は志村からの位置に由来していることから、古くからこのあたりの中心地であったことがわかる。
江戸時代となると大半が江戸幕府の天領となった。志村城の二の丸に築城以前からある熊野神社は、江戸時代には志村だけでなく小豆沢村、蓮沼村、前野村、中台村、西台村、根葉村の総鎮守だった。また、荒川の氾濫原であった草原は志村ヶ原（志村の原、下の原）と呼ばれるようになった。五代将軍徳川綱吉によって禁止されていた鷹狩が八代将軍徳川吉宗によって復活されると、連続する徳丸ヶ原と共に将軍の鷹場の一つである戸田筋に組み込まれた。
1889年（明治22年）に市制町村制が開始されると、志村、小豆沢村、本蓮沼村、前野村、中台村、西台村、上蓮沼村、根葉村の8村が合併され志村となり、各村は大字志、大字小豆沢、大字本蓮沼、大字前野、大字中台、大字西台、大字蓮根（上蓮沼と根葉の合併）となった。本蓮沼村は小豆沢村、前野村と稲付村に囲まれる本村部分と、志村、上蓮沼村と荒川（現在の新河岸川）に囲まれる坂下部分に分かれていたが、この際、本村部分を小豆沢の小字として合併している。
1932年（昭和7年）の板橋区の成立時にはそれぞれ志村町一丁目 - 四丁目、志村小豆沢町、志村本蓮沼町（旧本蓮沼村の本村部分）、志村長後町（旧本蓮沼村の坂下部分、旧大字本蓮沼、名称は字長後から）、志村前野町一丁目 - 六丁目、志村清水町（旧大字前野の一部）、志村中台町、志村西台町、志村蓮根町となった。
1939年（昭和14年）5月9日、志村にあった大日本セルロイド東京工場で火災。さらに隣接する日本火工の工場に延焼して爆発。死者32人、負傷者245人を出す惨事があった。
かつての志村役場があったところは、現在、東京都聴覚障害者生活支援センター（旧・東京都ろうあ者更生寮）となっている。

### 沿革
- 1868年（慶応4年、明治元年）8月7日（旧暦6月19日）：武蔵知県事管轄区域となる。
- 1869年（明治2年）
  - 3月10日（旧暦1月28日）：大宮県設置。県庁は東京府馬喰町に置かれる。
  - 11月2日（旧暦9月29日）：県庁が浦和に置かれ浦和県に改称される。
- 1872年（明治5年）1月8日（旧暦1871年（明治4年）11月28日）：浦和県から東京府に編入される。また同時に、大区小区制により郡・町・村の呼称が廃され、第四大区に編入される。
- 1874年（明治7年）：区画改正により志村、前野村、中台村、西台村、上蓮沼村、根葉村は第九大区五小区に、小豆沢村、本蓮沼村は王子村、豊島村、神谷村、下村、岩淵本宿町、稲付村、袋村、赤羽根村、上十条村、下十条村と共に第九大区六小区に編入される。
- 1878年（明治11年）11月：大区小区制が廃され、郡区町村編制法により北豊島郡が設置される。
- 1884年（明治17年）：連合戸長役場が設置され、志村、小豆沢村、本蓮沼村、前野村と中台村、西台村、上蓮沼村、根葉村はそれぞれ四ヵ村連合となる。
- 1889年（明治22年）4月1日：市制町村制により、志村は小豆沢村、本蓮沼村、前野村、中台村、西台村、上蓮沼村、根葉村と合併され志村となる。
- 1932年（昭和7年）10月1日：志村は板橋町、上板橋村、赤塚村、練馬町、上練馬村、中新井村、石神井村、大泉村とともに東京市へ編入され、板橋区となる。

## 交通

### 道路
- 国道17号（中山道）
- 旧中山道
- 富士街道

### 船舶
- 戸田の渡し
- 新曽の渡し

## 名所・旧跡・観光スポット・祭事・催事
- 志村城
- 志村一里塚跡
- ふじ大山道道標、庚申塚跡
- 総泉寺
- 大善寺（薬師の泉）
- 戸田橋